# Skoki do wody na Letnich Igrzyskach Olimpijskich 1912
Skoki do wody na Letnich Igrzyskach Olimpijskich 1912 w Sztokholmie rozgrywany był w dniach od 6 do 15 lipca 1912 r. Zawody odbyły się na basenie pływackim na wyspie Djurgården. Po raz pierwszy w tej dyscyplinie wystąpiły na Igrzyskach Olimpijskich kobiety.

## Medaliści (mężczyźni)
| Konkurencja                         | Złoty        | Srebrny           | Brązowy         |
| Skoki z trampoliny                  | Paul Günther | Hans Luber        | Kurt Behrens    |
| Skoki standardowe z wieży           | Erik Adlerz  | Hjalmar Johansson | John Jansson    |
| Skoki standardowe i dowolne z wieży | Erik Adlerz  | Albert Zürner     | Gustaf Blomgren |

## Medaliści (kobiety)
| Konkurencja                         | Złoty           | Srebrny      | Brązowy        |
| Skoki standardowe i dowolne z wieży | Greta Johansson | Lisa Regnell | Isabelle White |

## Tabela medalowa
| lp. | Państwo              | Złoty | Srebrny | Brązowy | Suma |
| 1   | Szwecja              | 3     | 2       | 2       | 7    |
| 2   | Cesarstwo Niemieckie | 1     | 2       | 1       | 4    |
| 3   | Wielka Brytania      | 0     | 0       | 1       | 1    |